# Кровавая луна (фильм, 1997)
«Крова́вая луна́» (англ. Bloodmoon) — американский кинофильм 1997 года, снятый режиссёром Тони Люн Сиу Хунгом в жанре триллера и боевика.

## Сюжет
Безумный маньяк-убийца выслеживает и убивает сильнейших жертв, каких только может найти — мастеров восточных единоборств, чемпионов, доказавших своё первенство на ринге. Теперь они вынуждены драться не на жизнь, а на смерть.
Перед департаментом полиции Нью-Йорка встает проблема — как выследить и остановить убийцу, владеющего восточными единоборствами на уровне чемпиона мира, который не оставляет практически никаких улик и сбивает сыщиков с толку своими посланиями через компьютерную сеть, электронную почту графические файлы и цифровое видео.
Шеф полиции уговаривает Кена О’Хару, бывшего специалиста по серийным убийствам, вновь взять в руки оружие и остановить убийцу прежде, чем тот нанесет новый удар. Кен приступает к расследованию и пока ещё не знает, что у него возникла одна большая проблема. Он — следующий в кровавом списке убийцы.

## В ролях
- Гэри Дэниелс
- Дэррен Шахлави
- Нина Репита
- Фрэнк Горшин
- Роб Ван Дам
- Чак Джеффрис[англ.]
- Кейт Витали[англ.]
- Хаким Олстон
- Кен Кенсей
- Джонс Ли